# Egidijus Dimša
Egidijus Dimša (Kaunas, 1º aprile 1985) è un cestista lituano.

## Palmarès
- MVP della Lietuvos krepšinio lyga (2009-10)